# Castell d'Ancy-le-Franc
Castell d'Ancy-le-Franc és un cèlebre castell que dona nom a la població francesa d'Ancy-le-Franc, Yonne a la Borgonya-Franc Comtat. El cèlebre castell que dona nom a aquesta població francesa és una bonica construcció de planta quadri lateral amb quatre pavellons que es destaquen en els seus angles; la seva porta d'entrada, precedida antigament de fosses, apareix rematada per un balcó de pedra afegit el 1684 i sostingut per dues enormes columnes dòriques acanalades. Les façanes del seu bonic pati està ricament adornat i ostenten dues ordes de pilars compostos i en dos dels seus costats s'obren dues galeries.

## Interior
En el seu interior són notables la Sala dels Emperadors romans, que contenent pintures de 1578, representant alguns emperadors, i diversos tapissos antics; la Sala de Diana, amb pintures mitològiques; la dels Arxius, amb xemeneia que ostenta en la seva decoració l'escut dels Clermont; la galeria dels Sacrificis, amb pintures que representen els sacrificis de l'antiguitat; el menjador, decorat en estil Imperi, amb un bust del mariscal Clermont-Tonnerre i un servei de taula en porcellana de Sèvres donació del rei Carles X; la Sala de Guàrdies que ostenta armes, un retrat eqüestre d'Enric III i una xemeneia ornamentada amb flors de lis; la capella de Santa Cecília, amb bella fusta esculpida, apòstols i profetes, episodis de la vida dels Pares del Desert i notable volta representant el Pare Etern envoltat de les beatituds, profetes i evangelistes; la Galeria de Farsàlia, així anomenada pels frescos, atribuïts a Niccolò dell'Abbate, representant la batalla d'aquest nom, i en el centre de la qual apareix un retrat de Lluís XIII; la Sala de les Flors, que deu el seu nom a les pintures que la decoren; la de les Arts, amb vuit quadres de Francesco Primaticcio que representen les arts i ciències, i bonic sostre en compartiments, profusament adornat, en l'estil de l'època d'Enric II; la galeria de Medea, anomenada així pels quadres ovals que l'adornen amb escenes de la Vida de Medea; la petita Sala del Pastor Fido, les quals pintures es refereixen a la cèlebre pastoral de Guarini; la Biblioteca, que conserva plànols i vistes referents a aquest castell i al desaparegut de Tonerre; el Saló del Balcó, antiga Sala dels Delfins, amb mobles antics, i el Saló Blau, que ostenta retrats històrics i que ocupà Lluís XIV.
Aquest castell fou començat el 1546 per Enric III de Clermont. El 1684 fou venut al cèlebre ministre marquès de Louvois i el posseïren els seus descendents fins que fou rescatat el 1844 pel marquès de Clermont-Montoison i pel seu gendre el marquès de Clermont-Tonnerre.

## Galeria de detalls arquitectònics

Escut dels Clermont-Tonnerre
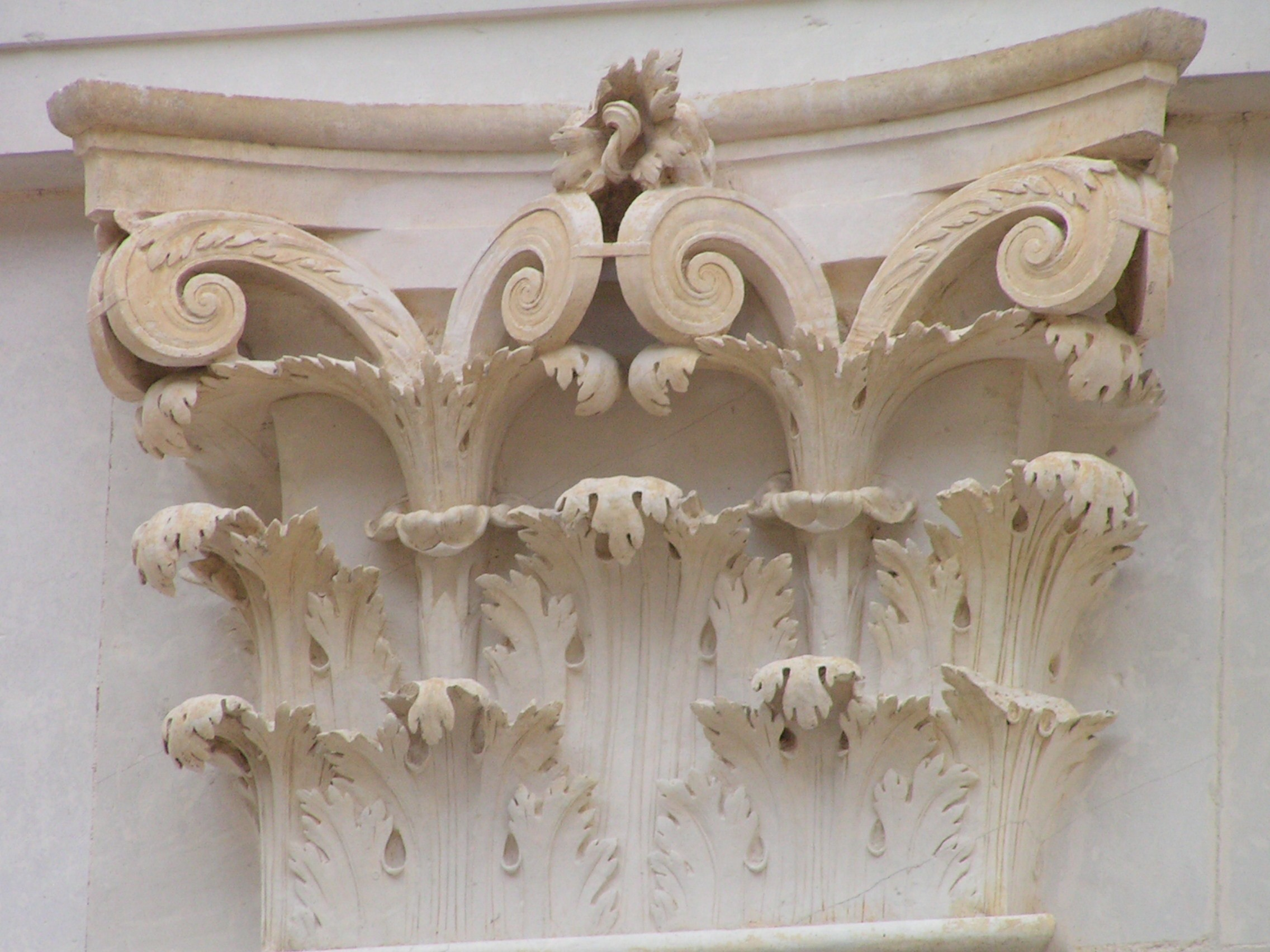
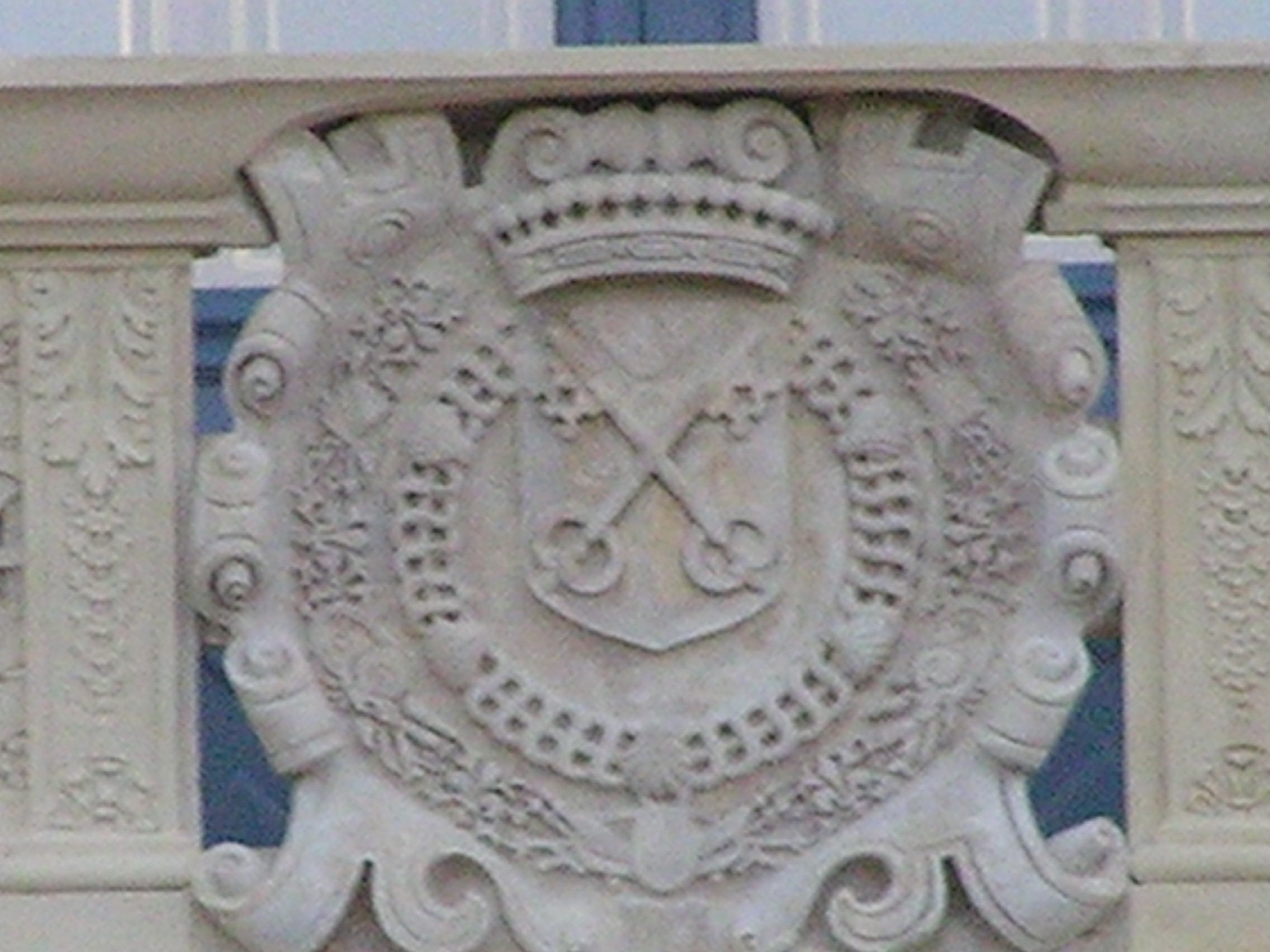
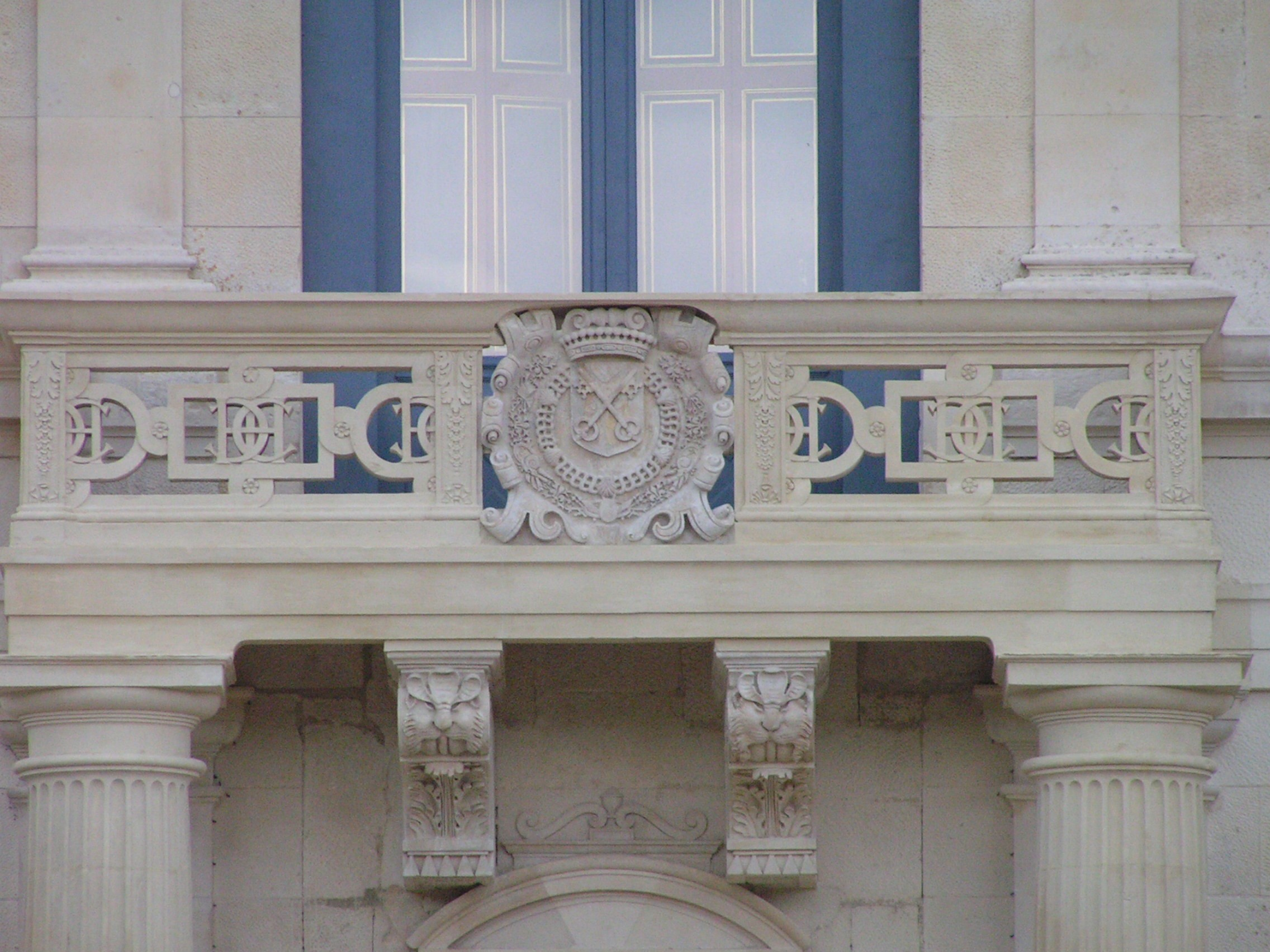